# 障害児保育
障害児保育(しょうがいじほいく)とは、幼児期の障害児に対する保育のことである。

## 保育の実際
方法としては分離保育と統合保育の２つの形態がある。分離保育は、障害児のみを対象として行われる保育で、日常生活の訓練、ことばの訓練、行動のコントロールなど療育の側面が大きい。小学校以上の特別支援教育の場合は、分離(隔離)と統合の間に、交流教育というのがあり、特別支援クラスに所属しながら一部の教育活動では健常児クラスに参加するというのがあるが、保育の場合は、交流保育という表現は、他の保育所の園児、もしくは異年齢の子との交流に使われることが多い。異年齢保育、混合保育、縦割り保育と同じ意味になる。
指導の場としては、特別支援学校(盲、ろう、養護学校)の幼稚部や障害児通所支援(児童福祉法、平成24年4月1日より。旧・知的障害児通園施設、難聴幼児通園施設、肢体不自由児通園施設、重症心身障害児通園施設と、入所施設としての知的障害児施設、盲ろうあ児施設、肢体不自由児施設、重症心身障害児施設、と別々に児童福祉法、障害者自立支援法で別々に規定されていたものが、通所支援、入所支援それぞれを含めて一本化された)になる。障害児通所支援とは、児童発達支援、医療型児童発達支援、放課後等デイサービス、保育所等訪問支援を包括した呼称である。
統合保育は、認定こども園、幼稚園や保育所に障害児を受け入れて、健常児と一緒に保育することによって、発達を促し、社会性を養うことを目的とするものである。厚生労働省「障害児及び障害児支援の現状」の資料によると、2016年度時点の保育所等で受け入れている障害児の数が6万5000人いるとされている。保育所、認定こども園は、保育に欠ける中程度の障害児を受け入れた場合、特別支援教育費より補助が受けられる。また、障害児保育の拡大を図るため1998年（平成10年）から、障害児保育促進事業による新たな補助が行われている。
また、その際、 保育所等を現在利用中の障害児、又は今後利用する予定の障害児が、保育所等における集団生活の適応のための専門的な支援を必要とする場合に、児童発達支援センターが「保育所等訪問支援」を行うこともできるようになった。これは２週間に1回程度が目安となっている。さらに、保育所の側でも、障害児を受け入れることで、規定の保育士の人数に追加して、障害のある幼児が支障なく保育所の生活を送ることができるように特別な配慮をし、生活を手助けする保育士を追加する事もできる。この一般の保育士とは異なる仕事内容と知識を持った保育士のことを「加配保育士」と呼ぶ。

## 障害児専門の保育
2014年に東京のNPO団体フローレンスが、東京都杉並区で日本で初めての障害児専門の保育園ヘレンを開園した。2020年12月現在で、東京に５ヵ所の障害児専門の保育園を運営している。このNPOは障害児訪問保育アニー、病児のための医療的ケア児のために看護師を派遣するナンシーという２つの活動も行っている。いずれも東京地区である。他の大都市圏では、まだ同様の試みはない。